# AC ChievoVerona
Az Associazione Calcio ChievoVerona röviden AC Chievo Verona, vagy egyszerűen Chievo egy veronai székhelyű olasz labdarúgócsapat. Nevét Verona egyik kerületéről, Chievóról kapta. A csapat tulajdonosa az olasz pékárukat gyártó Paluani, ezért a csapatot egy időben Paluani Chievónak hívták. A jelenleg a másodosztályban szereplő klub hazai mérkőzéseit a Verona csapatával közösen bérelt Marcantonio Bentegodi stadionban játssza.

## Története

### Kezdetek
A csapatot kisebb labdarúgócsoportok alapították 1929-ben. 1931-ig nem játszottak hivatalos bajnokságban. A hivatalos mezszín a máig megmaradt sárga-kék volt. 1936-ban gazdasági problémák miatt feloszlottak. A második világháborút követően 1948-ban a Seconda Divisione területi ligában indulhattak. 1957-ben a csapat elköltözött a Carlantonio Bottagisiora ahol 1986-ig játszotta hazai mérkőzéseit. 1959-bena  liga átrendeződése nyomán a klub a Seconda Categoria tagja lett. Egy évvel később a rájátszásban legyőzvén a San Martino Buon Albergo csapatát osztályt léphettek. Eközben az egyesület megváltoztatta a nevét AC Cardi Chievora.

### Ingadozás, majd felemelkedés
A következő 10 év a két osztály közötti ingadozással telt. 1970-ben feljutottak a területi bajnokság első osztályába. Kiemelkedő teljesítmény volt az 1975-ös szereplésük, ahol bajnokként jutottak feljebb a Serie D-be. A klub neve ekkor AC Chievo lett, egészen 1981-ig amikor is AC Paluani Chievora változtatták. 10 évig a középmezőnyhöz tartoztak, mígnem 1986-ban azonos pontszámmal végeztek az élen a Bassano csapatával. A rájátszás 1–1-es döntetlen után tizenegyespárbajban dőlt el (4–2) a Chievo javára. Ebben az évben új stadiont is kapott az egyesület. Az 1990-es VB egyik helyszínéül is szolgáló Stadio Marcantonio Bentegodi mindmáig a klub pályája. Emellett ugyanebben az évben vették fel ismét az AC Chievo nevet. 3 idényt követően már a harmadosztályban szerepeltek. 1990-ben újabb névváltozás következett, ekkor vették fel a máig használatos AC ChievoVerona nevet.
1992-ben Luigi Campedelli elnök, aki két évvel korábban visszatért a klub vezetéséhez, szívrohamban meghalt, és a fia Luca Campedelli aki 23 éves volt lett az új elnök. Luca Campedelli,  minden olasz professzionális futball klub legfiatalabb elnöke. Labdarúgó-igazgatójaként előléptette Giovanni Sartorit és az új vezetőedzőnek Alberto Malesanit nevezte ki. 1994-ben bajnokként a másodosztályba jutottak. 1997-ben 8 ponttal maradtak le a 4. feljutó helytől. Az ezt követő 3 évben ismét a középmezőnyben végeztek, mígnem 2001-ben a 3. hely megszerzésével a csapat történetében először az első osztályba jutottak.

### 2001–2007 – A Serie A-ban
Első idényük álomszerűre sikeredett. Az 5. helyet szerezték meg – 1 ponttal a Milan mögött – így indulhattak az UEFA-kupában. A csapat legnagyobb sikere az Intert 2–1-es legyőzése volt. A házi gólkirály Massimo Marazzina lett 13 góllal.
A 2002–2003-as idényben a klub először vehetett részt az európai kupaküzdelmekben, ahol a FK Crvena Zvezda ellenében 2–0-ra alulmaradtak. A bajnokságban a 7. helyen végeztek.
Egy évvel később a 9. helyen végzett a csapat.
A 2004–2005-ös évadban a jó kezdést követően három mérkőzéssel a bajnokság vége előtt kieső helyre csúszott vissza a Chievo. Ekkor menesztették az akkori edzőt, Mario Berettát és helyére a korábbi veronai labdarúgót Maurizio D'Angelót nevezték ki. A Siena illetve a Bologna elleni mérkőzésen egyaránt 1–0-s győzelmet aratván elkerültek a kieső helyről, majd az utolsó fordulóban a Roma elleni döntetlennel 
sikerült elkerülniük a kiesést.
A 2005–2006-os idényben az ideiglenes edzőt Giuseppe Pillon váltotta. Vezetése alatt a csapat a 7. helyet szerezte meg mellyel bejutottak ismét az UEFA-kupába. A botrány következtében megváltoztatták a bajnokság végeredményét és ennek értelmében a BL selejtezőkörében indulhattak. A Levszki Szófia elleni mérkőzést összesítésben végül 4–2-re elveszítették. A kiesés értelmében a csapat tovább folytathatta az UEFA-kupa első körében, ahol a portugál Braga ellen az első mérkőzést 2–0-ra elveszítették, majd a visszavágón ugyanilyen arányú győzelmet szereztek. A hosszabbításban a portugálok szépítettek így összesítésben 3–2-vel végleg befejeződött a csapat európai szereplése.
2006. október 16-án egy Torino elleni 1–0-s vereséget követően az elnökség menesztette 
Giuseppe Pillont és helyére a korábbi sikeredzőt – aki 2001-ben a Serie a-ba juttatta a klubot – Luigi Delneri nevezték ki.
2007. május 27-én az utolsó mérkőzésnap a csapat a kiesőjelöltek között volt. A bennmaradást érő döntetlent nem sikerült megszerezni a közvetlen rivális Catania ellen és mivel a többi kiesőjelölt (Parma, Siena és a Reggina) győzni tudott így a Chievo kiesett a másodosztályba.

### Egy év a Serie B-ben
A kiesés nem törte meg a klubot, mivel egy évet követően már a feljutást ünnepelhették a szurkolók. Több meghatározó labdarúgó játszott ebben a csapatban: Franco Semioli, Salvatore Lanna, Matteo Brighi, Paolo Sammarco, Erjon Bogdani, Lorenzo D'Anna Sergio Pellissier, Simone Bentivoglio. Az edző a Delnerit felváltó Giuseppe Iachini volt.

### A 2008–2009-es idény
A bajnokság elején a kezdeti sikertelenségek miatt a vezetőség Domenico Di Carlót nevezte ki a csapat élére. Több sikeres mérkőzésük is volt. A későbbi olasz kupa győztes Lazio elleni 3–0-s győzelem mellett pontot szereztek a későbbi bajnok Inter ellen (2–2) valamint az ezüstérmes Juventus ellen (3–3) is. Az idény végén a 16. bennmaradó helyen végeztek. A csapat gólkirálya a 13 gólos Sergio Pellissier lett.

## Jelenlegi keret
2019. augusztus 12-e szerint.
| #  |     | Poszt | Név                                                   |
| -- | --- | ----- | ----------------------------------------------------- |
| 1  | CRO | K     | Adrian Šemper (kölcsönben a Dinamo Zagreb csapatánál) |
| 3  | ITA | V     | Matteo Cotali                                         |
| 4  | NGR | KP    | Joel Obi                                              |
| 6  | ITA | KP    | Salvatore Esposito (kölcsönben a SPAL csapatánál)     |
| 7  | SVK | KP    | Dávid Ivan                                            |
| 8  | ARG | KP    | Mauro Burruchaga                                      |
| 9  | POL | CS    | Mariusz Stępiński                                     |
| 10 | ITA | CS    | Manuel Pucciarelli                                    |
| 12 | ITA | K     | Elia Caprile                                          |
| 14 | SRB | V     | Nenad Tomović                                         |
| 15 | FRA | V     | Maxime Leverbe                                        |
| 16 | ITA | KP    | Luca Garritano                                        |
| 17 | ITA | KP    | Emanuele Giaccherini                                  |
| 18 | FRA | KP    | Ibrahim Karamoko                                      |
| 19 | SLO | V     | Daniel Pavlev                                         |

| #  |     | Poszt | Név                                            |
| -- | --- | ----- | ---------------------------------------------- |
| 20 | ESP | CS    | Alejandro Rodríguez                            |
| 21 | FIN | KP    | Përparim Hetemaj                               |
| 23 | SRB | CS    | Filip Đorđević                                 |
| 24 | ITA | CS    | Riccardo Meggiorini ()                         |
| 25 | ITA | KP    | Emanuel Vignato                                |
| 26 | ITA | KP    | Massimo Bertagnoli                             |
| 28 | ITA | V     | Davide Brivio                                  |
| 32 | ITA | K     | Andrea Seculin                                 |
| 33 | ITA | V     | Michele Rigione                                |
|    | SUI | V     | Marin Cavar                                    |
|    | SVN | V     | Boštjan Cesar                                  |
|    | HUN | KP    | Schäfer András (kölcsönben a Genoa csapatától) |
|    | MNE | CS    | Sergej Grubac                                  |
|    | COL | CS    | Damir Ceter (kölcsönben a Cagliari csapatától) |

## Visszavonultatott mezszámok
- 30 – Jason Meyélé (középpályás), 2001–2002 (posztumusz)

## Ismertebb játékosok
- Simone Barone
- Franco Semioli
- Simone Perrotta
- Flavio Roma
- Matteo Brighi
- Eugenio Corini
- Bernardo Corradi
- Lorenzo D'Anna
- Stefano Fiore
- Alberto Fontana
- Salvatore Lanna
- Nicola Legrottaglie
- Cristiano Lupatelli
- Massimo Marazzina
- Luca Marchegiani
- Christian Manfredini
- John Mensah
- Mario Alberto Santana
- Saša Bjelanović
- Amauri
- Oliver Bierhoff

## Volt edzők
- Alberto Malesani (1995–1997)
- Domenico Caso (1998–2000)
- Luigi Del Neri (2000–2004)
- Mario Beretta (2004–2005)
- Giuseppe Pillon (2005–2006)
- Luigi Del Neri (2006–2007)
- Giuseppe Iachini (2007–2008)
- Domenico Di Carlo (2008–2010)
- Stefano Pioli (2010–2011)
- Domenico Di Carlo (2011–2012)
- Eugenio Corini (2012–2013)
- Giuseppe Sannino (2013–)